# Ria de Arousa

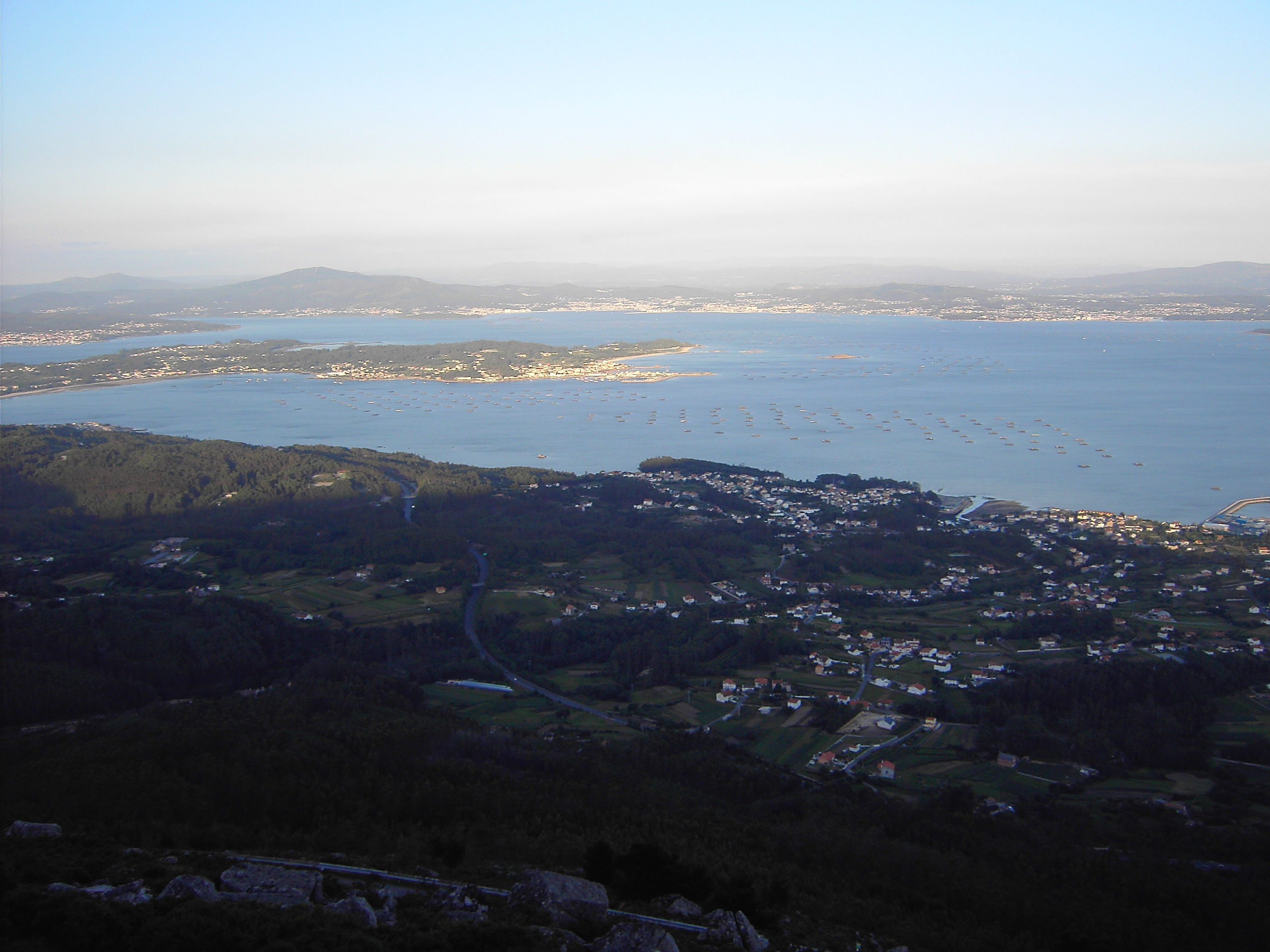
Vista da Ria de Arousa (parte norte) de A Curota (Pobra do Caramiñal)

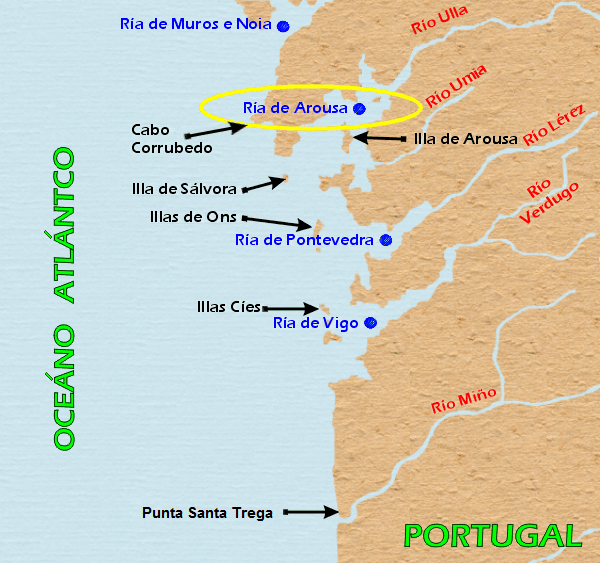
Localização da Ria de Arousa

A Ria de Arousa  é a maior das rias da Galiza e de toda a Espanha. Faz parte das Rias Baixas e está situada entre a península do Barbanza (província da Coruña) a norte, e a península do Salnés (província de Pontevedra) a sul. É famosa pela sua riqueza em fauna marinha e pelas suas praias.
Os lugares de destaque são A Illa de Arousa, com um parque natural em Carreirón, as ilhas de Cortegada e Sálvora, que fazem parte do Parque natural das ilhas do Atlântico e O Grove com a Ilha da Toxa.
É alimentada pelos rios Ulla e Umia. As localidades mais importantes são Ribeira, A Pobra do Caramiñal, Boiro e Rianxo a norte e Vilagarcía, Vilanova, Cambados e O Grove a sul.